# Injera

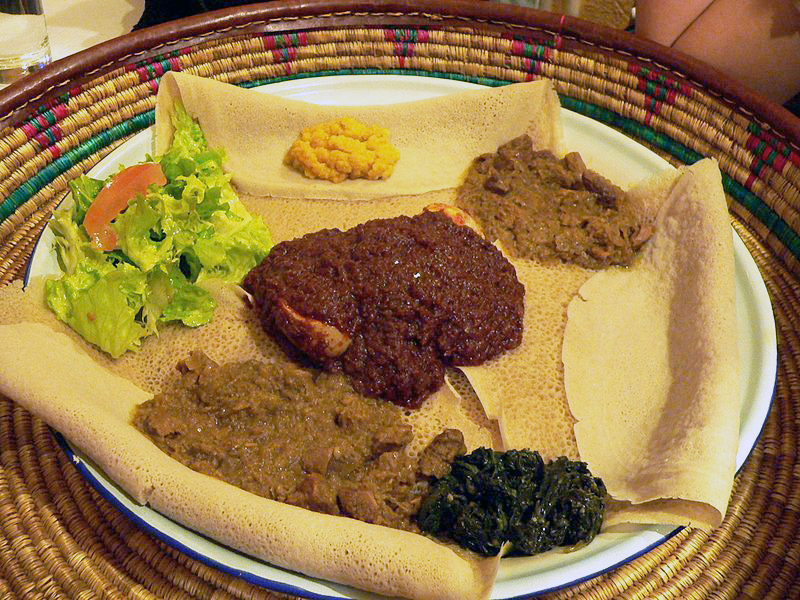
Injera mit verschiedenen Sorten Wot

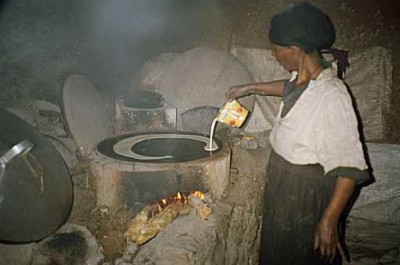
Der flüssige Teig wird in einer Spirale von außen nach innen auf die Herdplatte gegossen. Debre Markos, Äthiopien.

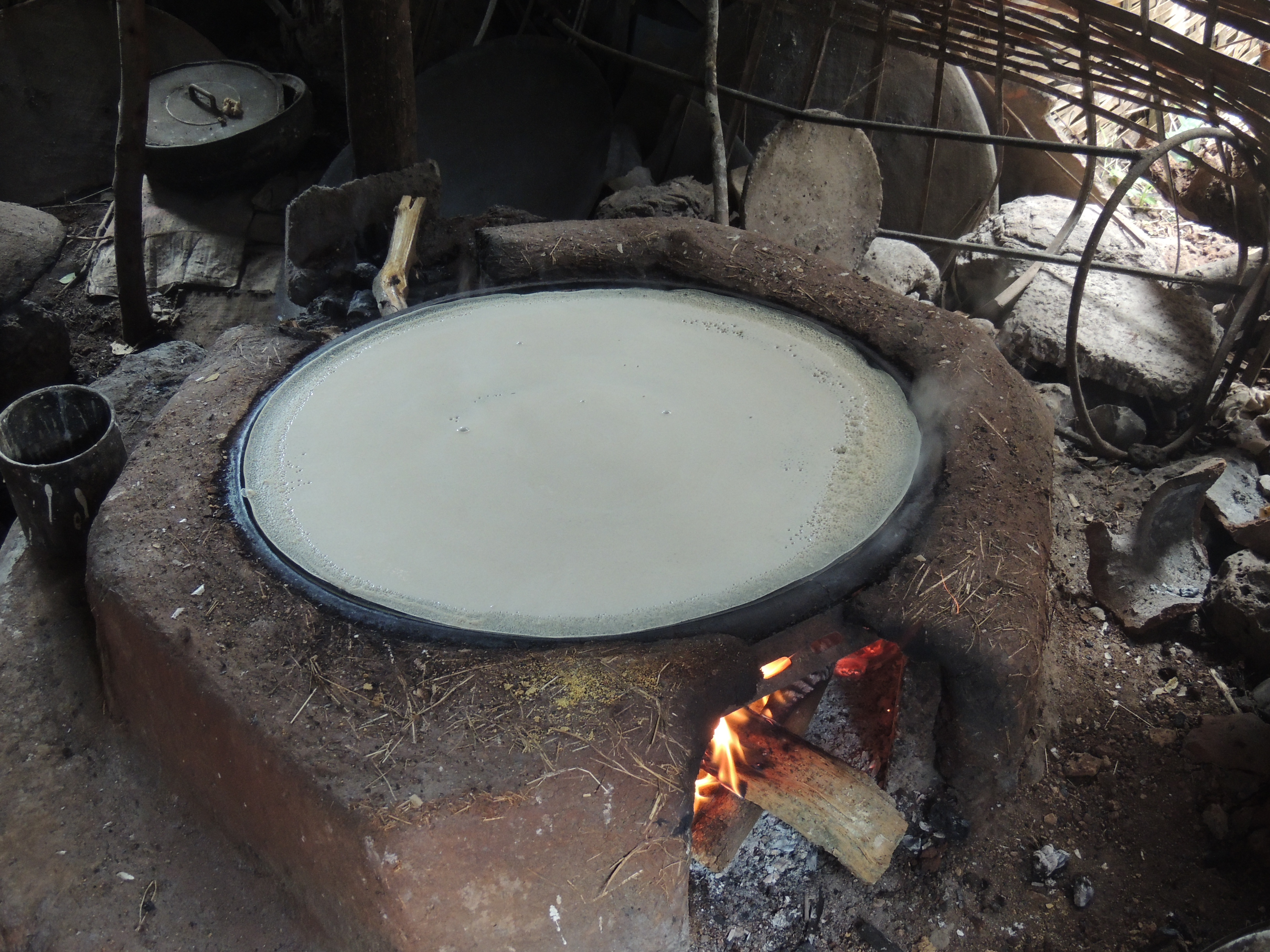
Injera auf einer heißen Herdplatte.

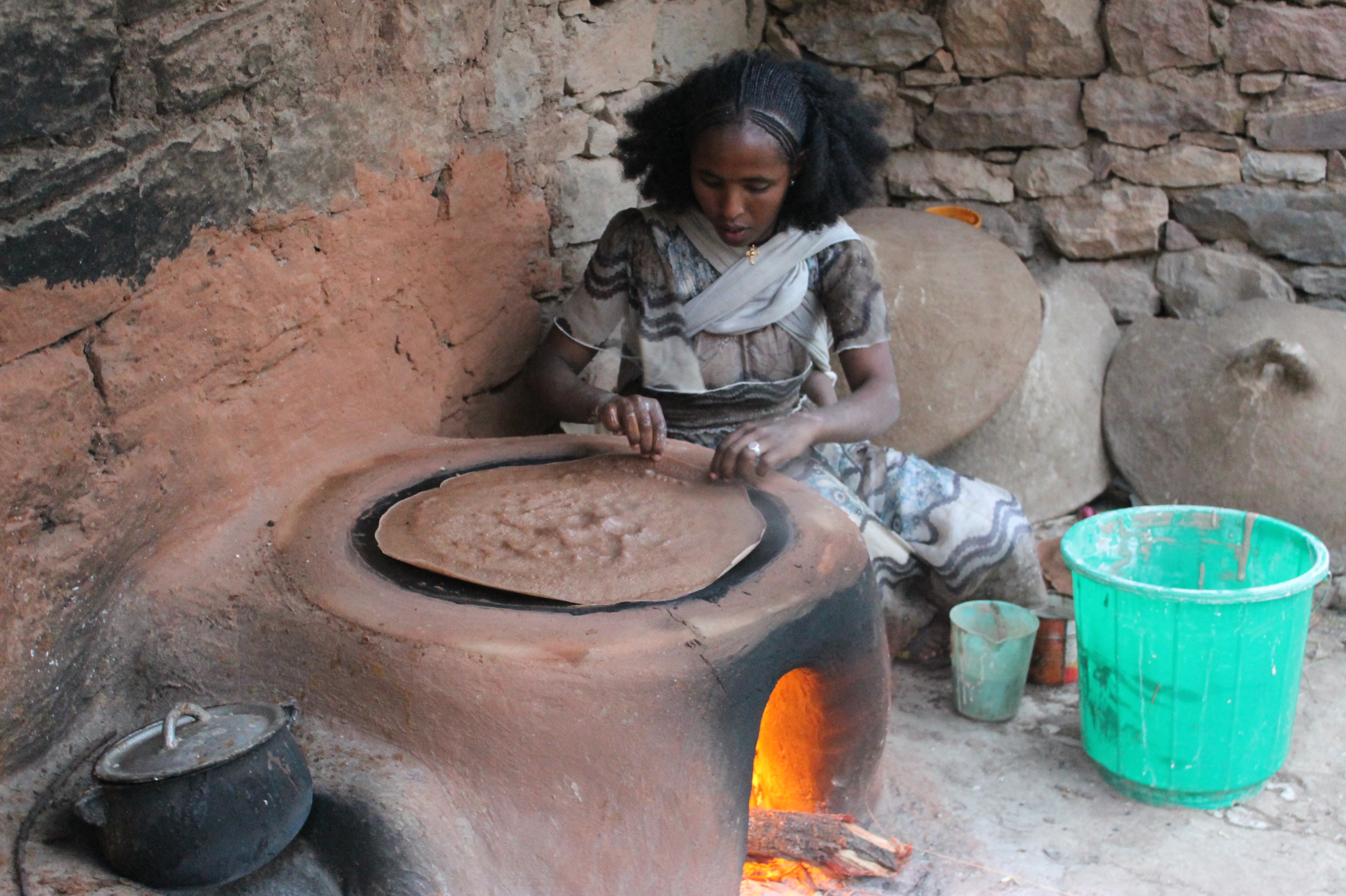
Injera auf einem mit Lehm verstrichenen Herd in Gheralta, Äthiopien.

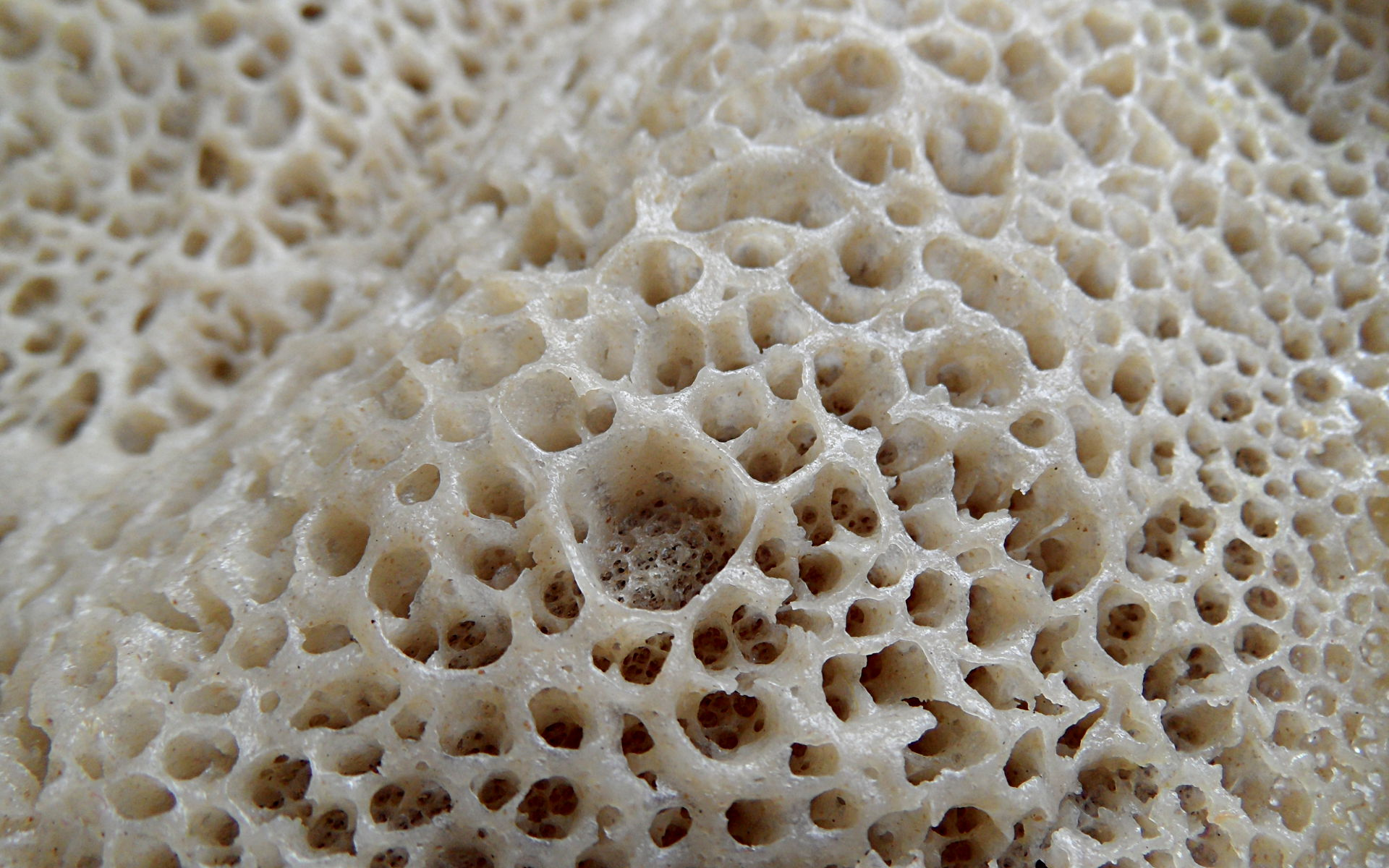
Die porige Textur von äthiopischem Injera

Das Injera (Amharisch und Tigrinya: እንጀራ ənǧära [ɨnd͡ʒǝra]; auch: Enjera, Injerra oder Injira) ist ein weiches, gesäuertes Fladenbrot aus Teffmehl in der äthiopischen Küche. Es wird traditionell in Äthiopien und Eritrea gegessen. Das Mehl wird mit Wasser zu einem Teig vermischt, der einige Tage gären muss. Dann werden daraus auf heißen Tonplatten weiche Fladen gebacken, die ähnlich wie die französischen Galette leicht mit den Fingern zu zerteilen sind. Die Oberfläche enthält viele sichtbare Luftporen, wodurch sich Injera gut zum Aufnehmen von Saucen eignet.
Injera ist verwandt mit dem Laxoox-Fladenbrot, das in Jemen, Somalia und Dschibuti vornehmlich aus Sorghumhirsen zubereitet, und mit dem Kisra (Kissra) aus Sorghumhirse oder Weizen, das im Sudan, Südsudan und im Tschad gegessen wird. Das Baghrir-Fladenbrot der nordafrikanischen Berber besteht aus Hartweizengrieß und wird meist süß verzehrt. Geschmack und Textur von Injera ähneln auch dem indischen Appam.
Injera dient als Unterlage und Beigabe zu vielerlei Speisen wie Gemüse- und Fleischragout oder wird mit stark gewürzten Pasten und Saucen verzehrt. Man reißt Stücke vom Injera mit der rechten Hand ab und greift sich damit eine mundgerechte Portion des Ragouts oder etwas Würzpaste. Injera ist somit Speise und Teller zugleich.
Teff wächst vornehmlich auf Lagen mittlerer Höhe mit viel Regen. Teffsamen werden je nach ihrer Farbe zur Herstellung von: nech (weißem), key or quey (rotem) oder sergegna (gemischtem) Injera verwendet. Da der Ertrag gering ist, ist es auch in Äthiopien und Eritrea kein billiger Rohstoff. Alternativ werden gelegentlich auch Sorghumhirsen genutzt.
Bauern des äthiopischen Hochlands, die Weizen, Gerste, Mais oder Reis zum Eigengebrauch anbauen, verwenden auch diese Getreide zur Herstellung von Injera.

## Herstellung
Die Sauerteig-Fermentation kann durch die Zugabe von Ersho beschleunigt werden, eine gelblich klare Flüssigkeit, die sich auf der Oberfläche des Teigs sammelt und von vorherigen Sauerteig-Ansätzen gewonnen und aufbewahrt wird. Ersho enthält aerobe Bakterien und verschiedene Hefen: Candida milleri, Rhodotorula mucilaginosa, Kluyveromyces marxianus, Pichia naganishii sowie Debaromyces hansenii.
Die Teigmischung wird meist zwei bis drei Tage stehen gelassen, bis sich ein mild-sauerer Geschmack entwickelt. Der Teig enthält soviel Wasser, dass er sich auf die heiße Herdplatte gießen lässt.